# Квінт Цецилій Метелл Целер
Квінт Цецилій Метелл Целер (103 — 59 роки до н. е.) — політичний і військовий діяч Римської республіки. консул 60 року до н. е.

## Життєпис
Походив з роду нобілів Цециліїв. Син Квінта Цецилія Метелла Целера, народного трибуна 90 року до н. е.. 
У 78 році до н. е. обіймав посаду військового трибуна. У 68 році до н. е. обирається народним трибуном. У 67—66 році до н. е. був легатом Гнея Помпея під час війни із Мітридатом VI, царем Понту. Особливо відзначився під час походу до Кавказької Албанії.
У 63 році до н. е. Целера обрано претором. На цій посаді запобіг винесенню вироку Гаю Рабірію, розпустивши народні збори. Також відмовився прийняти у своєму будинку Луція Сергія Катіліну, який бажав добровільно бути взятим під варту, щоб зняти з себе підозри. Пізніше Метелла було відправлено до Піцену та Цизальпійської Галлії збирати війська проти Катіліни. Целер, блокувавши гірські проходи, перешкодив прихильникам Катіліни перейти через Апенніни до Цізальпійської Галії. У 63 році до н. е. Цецилія обрано до колегії авгурів. Після цього отримав в управління Цизальпійську Галлію.
У 60 році до н. е. став консулом разом з Луцієм Афранієм. На цій посаді активно протидіяв затвердженню розпоряджень Гнея Помпея, які той зробив на Сході, та виступав проти аграрного закону на користь ветеранів. У ході цього конфлікту Метелла навіть було запроторено до в'язниці за наказом народного трибуна Флавія — прихильника Помпея. Також Квінт Цецилій чинив опір публіканам, які намагалися домогтися зниження відкупних сум у провінції Азії. Завадив Публію Клодію оформити перехід до плебейського стану.
У 59 році до н. е. отримав як провінцію Трансальпійську Галлію, але був отруєний дружиною.

## Родина
Дружина — Клавдія Старша, донька Аппія Клавдія Пульхра, консула 79 року до н. е.
Діти:
- Цецилія Метелла